# Roșiori (Brăila)
Roşiori é uma comuna romena localizada no distrito de Brăila, na região de Muntênia. A comuna possui uma área de 63.91 km² e sua população era de 2940 habitantes segundo o censo de 2007.